# Formulele lui Viète
A nu se confunda cu formula lui Viète pentru numărul π!
În matematică, formulele lui Viète sunt relațiile dintre coeficienții unei ecuații algebrice și rădăcinile acesteia.
Dacă
{\displaystyle P(X)=a_{n}X^{n}+a_{n-1}X^{n-1}+\cdots +a_{1}X+a_{0}}
este un polinom de gradul {\displaystyle n\geq 1} cu coeficienți numere complexe 
(deci {\displaystyle a_{0},a_{1},\dots ,a_{n-1},a_{n}} sunt numere complexe cu {\displaystyle a_{n}\neq 0}), iar {\displaystyle x_{1},x_{2},\dots ,x_{n}} sunt rădăcinile sale, atunci
{\displaystyle S_{1}=x_{1}+x_{2}+\ldots +x_{n}=-{\frac {a_{n-1}}{a_{n}}}\!}
{\displaystyle S_{2}=x_{1}x_{2}+x_{1}x_{3}+\ldots +x_{n-1}x_{n}={\frac {a_{n-2}}{a_{n}}}\!}
{\displaystyle S_{3}=x_{1}x_{2}x_{3}+x_{1}x_{2}x_{4}+\ldots +x_{n-2}x_{n-1}x_{n}=-{\frac {a_{n-3}}{a_{n}}}\!}
..............................................
{\displaystyle S_{k}=x_{1}x_{2}\ldots x_{k}+\ldots =(-1)^{k}{\frac {a_{n-k}}{a_{n}}}\!}
..........................................
{\displaystyle S_{n}=x_{1}x_{2}\dots x_{n}=(-1)^{n}{\frac {a_{0}}{a_{n}}}.\!}
Aceste relații au fost stabilite de François Viète în 1591 și se mai numesc și relații între rădăcini și coeficienți.

## Aplicații
Aceste formule permit calcularea unor expresii algebrice care implică rădăcinile fără a le calcula efectiv. De exemplu se poate calcula suma 
inverselor rădăcinilor unei ecuații de gradul II, III fără a le explicita:
{\displaystyle \sum x_{i}^{-1}={\frac {1}{x_{1}}}+{\frac {1}{x_{2}}}(+..)}
care prin aducere la un numitor comun dau
{\displaystyle \sum x_{i}^{-1}={\frac {x_{1}+x_{2}}{x_{1}x_{2}}}}
care se pot înlocui direct din formulele lui Viète.

## Observație
Relațiile nu trebuie confundate cu produsul infinit al lui Viète din trigonometrie:
{\displaystyle \cos \left({\theta  \over 2}\right)\cdot \cos \left({\theta  \over 4}\right)\cdot \cos \left({\theta  \over 8}\right)\cdots =\prod _{n=1}^{\infty }\cos \left({\theta  \over 2^{n}}\right)={\sin(\theta ) \over \theta }.}